# Tiếng Mục Lão
Tiếng Mục Lão (tiếng Trung: 仫佬; bính âm: Mùlǎo) là một ngôn ngữ Đồng–Thủy được nói chủ yếu ở huyện La Thành, Hà Trì, Bắc Quảng Tây bởi người Mục Lão, tập trung ở các trấn Đông Môn và Tứ Bả. Tên tự gọi của họ là mu6 lam1. Người Mục Lão cũng tự gọi mình là kjam1, có lẽ cùng nguồn gốc với lam1 và tộc danh "Kam" của người Động (Vương & Trịnh 1980).

## Ngữ âm
Tiếng Mục Lão có hệ thống ngữ âm khá phức tạp. Phụ âm đầu thường xuất hiện ở đầu âm tiết, nguyên âm trong vần có thể phân biệt bằng độ dài của chúng. Ngân (2014) liệt kê ra 56 phụ âm (trong đó có 6 phụ âm cuối), 12 nguyên âm và 8 thanh điệu trong phương ngữ tại trấn Đông Môn, huyện La Thành như sau:

### Phụ âm
|             |               | Môi    | Lợi             | Ngạc cứng | Ngạc mềm | Thanh hầu |
| ----------- | ------------- | ------ | --------------- | --------- | -------- | --------- |
| Mũi         | thường        | m      | n               | ɲ         | ŋ        |           |
| Mũi         | ngạc mềm hóa  | mˠ     |                 |           | ŋˠ       |           |
| Mũi         | ngạc cứng hóa | mʲ     | nʲ              | ɲʲ        |          |           |
| Mũi         | môi hóa       | mʷ     | nʷ              |           | ŋʷ       |           |
| Tắc/Tắc-xát | thường        | p      | t ts            | c         | k        | ʔ         |
| Tắc/Tắc-xát | bật hơi       | pʰ     | tʰ tsʰ          | cʰ        | kʰ       |           |
| Tắc/Tắc-xát | ngạc mềm hóa  | pˠ pʰˠ |                 |           | kˠ kʰˠ   |           |
| Tắc/Tắc-xát | ngạc cứng hóa | pʲ pʰʲ | tʲ tsʲ tʰʲ tsʰʲ |           |          |           |
| Tắc/Tắc-xát | môi hóa       | pʷ pʰʷ | tʷ tsʷ tʰʷ tsʰʷ |           | kʷ kʰʷ   |           |
| Xát         | thường        | f      | s               | ç         | ɣ        | h         |
| Xát         | ngạc mềm hóa  |        |                 |           |          | hˠ        |
| Xát         | ngạc cứng hóa | fʲ     | sʲ              |           |          |           |
| Xát         | môi hóa       |        | sʷ              |           |          | hʷ        |
| Tiếp cận    | Tiếp cận      | w      | w               | j         |          |           |
| Bên         | thường        |        | l               |           |          |           |
| Bên         | ngạc cứng hóa |        | lʲ              |           |          |           |
| Bên         | môi hóa       |        | lʷ              |           |          |           |

### Nguyên âm
|      | Trước   | Giữa | Sau |
| ---- | ------- | ---- | --- |
| Đóng | i y     |      | u   |
| Vừa  | e ø ɛ œ | ə    | o   |
| Mở   | a       |      |     |

### Thanh điệu
|            | Số thanh | Điệu hình thanh điệu | Ví dụ                        |
| ---------- | -------- | -------------------- | ---------------------------- |
| Thư thanh  | 1        | ˦˨ (42)              | ma1 (“rau”)                  |
| Thư thanh  | 2        | ˩˨˩ (121)            | ma2 (“lưỡi”)                 |
| Thư thanh  | 3        | ˥˧ (53)              | ma3 (“mềm”)                  |
| Thư thanh  | 4        | ˧˦ (34)              | ma4 (“ngựa”)                 |
| Thư thanh  | 5        | ˦ (44)               | ma5 (“bế”)                   |
| Thư thanh  | 6        | ˩ (11)               | ka6 (“đó”)                   |
| Nhập thanh | 7        | ˦˨ (42) ˥ (55)       | tak7 (“tắc”) paːk7 (“miệng”) |
| Nhập thanh | 8        | ˩˨ (12)              | paːk8 (“trắng”)              |

1. ↑  Sau vần có nguyên âm dài

## Phương ngữ
Dưới đây là bảng so sánh các phương ngữ tiếng Mục Lão:
| Nghĩa tiếng Việt | Nghĩa tiếng Trung | Kiều Đầu 桥头 | Hoàng Kim 黄金 | Tứ Bả 四把 | Đông Môn 东门 | Long Ngạn 龙岸 |
| ---------------- | ----------------- | ------------- | -------------- | ---------- | ------------- | -------------- |
| chết             | 死                | tai1          | tai1           | pɣai1      | tai1          | tai1           |
| thuốc            | 药                | ta2           | ta2            | kɣa2       | -             | tsa2           |
| ruột             | 肠子              | taːi3         | taːi3          | kɣaːi3     | khɣaːi3       | tsaːi3         |
| mây              | 云                | ma3           | ma3            | kwa3       | kwa3          | fa3            |
| cám              | 细糠              | pwa6          | pwa6           | kwa6       | kwa6          | fa6            |
| chó              | 狗                | m̥a1           | m̥a1            | ŋwa1       | ŋ̥wa1          | m̥a1            |
| tóc, lông        | 毛发              | pəm1          | pəm1           | pɣam1      | pɣam1         | kjam1          |